# マリー・ド・フランス (1344-1404)
マリー・ド・フランス（Marie de France, 1344年9月18日 - 1404年10月15日）は、フランス王ジャン2世の娘で、バル公ロベール1世の妻。

## 生涯
ジャン2世王とその最初の妻ボンヌ・ド・リュクサンブールの間の第8子、四女として、サン＝ジェルマン＝アン＝レーに生まれた。1364年にバル公ロベールと結婚した。夫は元はバル伯爵だったが、1354年にマリーの母方の叔父神聖ローマ皇帝カール4世によってバル公爵およびポンタ＝ムッソン侯爵に昇格を許された。
マリーは読書家で、数多くの書籍を集めた図書室を所有しており、その書籍のジャンルも非常に幅広かった。図書目録には物語や詩だけでなく、歴史や神学に関する著作も含まれていた。
詩人ジャン・ダラスは、『メリュジーヌ物語』をバル公爵夫人マリーに献呈し、この本はマリーの子供たちの政治教育の助けとなればと思って執筆した、と献辞で述べている。
マリーの息子たちは多くが戦場で命を落とした。長男アンリと次男フィリップはニコポリスの戦いに参加し、2人ともオスマン帝国軍の捕虜となって異国の地で客死した。四男エドゥアールと六男ジャンも、1415年にアジャンクールの戦いで戦死した。

## 子女
- アンリ（1362年 - 1397年） - マルル領主
- ヨランド（1365年 - 1431年） - 1483年、アラゴン王フアン1世と結婚
- フィリップ（1372年 - 1398年）
- シャルル（1373年  - 1392年） - ノジャン＝ル＝ロトルー領主
- マリー（1374年 - ?） - 1384年、ナミュール侯ギヨーム2世と結婚
- エドゥアール3世（1377年 - 1415年） - バル公
- ルイ1世（? - 1431年） - ヴェルダン司教、枢機卿、バル公
- ヨランド（? - 1421年） - 1400年、ユーリヒ＝ベルク公アドルフと結婚
- ジャン（1380年 - 1415年）- ピュイゼイ領主
- ボンヌ（? - 1400年） - サン＝ポル伯・リニー伯ワレラン3世と結婚
- ジャンヌ（? - 1402年） - 1393年、モンフェッラート侯テオドーロ2世と結婚

## 引用
1. ↑  Goldstone. The Maid and the Queen: The Secret History of Joan of Arc. p. 6
2. ↑  Goldstone. pp. 14–15